# Stella Ikupa Alex
Stella Ikupa Alex (sinh ngày 1 tháng 10 năm 1979) là kế toán và chính trị gia người Tanzania. Bà là đảng viên đảng Chama Cha Mapinduzi (CCM). Hiện nay bà là Thứ trưởng văn phòng Tổng thống Tanzania, chịu trách nhiệm về vấn đề người khuyết tật. Bà là đại biểu Quốc hội, được bổ nhiệm vào vị trí đặc biệt năm 2015.

## Tiểu sử
She sinh ngày 1 tháng 10 năm 1979. Bà học tại trường tiểu học "Minazi Mireful", tại thành phố Dar es Salaam, và tốt nghiệp năm 1994. Từ năm 1995 đến năm 1998, cũng tại thành phố này, bà theo học tại trường trung học nữ sinh Jangwani và đạt bằng loại A. Bà tốt nghiệp trung học năm 2001.
Năm 2002, bà trúng tuyển vào Học viện kế toán Tanzania Lưu trữ ngày 16 tháng 3 năm 2019 tại Wayback Machine, theo đuổi Văn bằng Nâng cao về Kế toán. Bà tốt nghiệp năm 2005. Từ năm 2009 đến năm 2011, bà lấy bằng Thạc sĩ Khoa học về Kế toán-Tài chính tại cơ sở thành phố Dar es Salaam thuộc quản lý trường Đại học Mzumbe.

## Công việc
Năm 2007, bà làm kế toán tại Bộ Năng lượng và Khoáng sản Tanzania. Năm 2014, bà chuyển sang làm kế toán tại Bộ Công thương Tanzania đến năm 2015

## Sự nghiệp chính trị
Stella Alex là một chính trị gia tích cực trong cộng đồng và trong đảng chính trị cầm quyền Cama Cha Mapiduzi. Từ năm 2003 đến năm 2015, bà làm thủ quỹ các chi nhánh của Đảng tại địa phương. Năm 2013, bà là thành viên của Hội đồng Hiến pháp CCM. Năm 2015, bà là đại biểu của quốc hội tại vị tr đặc biệt.
Ngày 7 tháng 10 năm 2017, tổng thống John Magufuli bổ nhiệm bà làm Phó Bộ trưởng trong Văn phòng Tổng thống, chịu trách nhiệm về vấn đề người khuyết tật.